# پتاسیم پراکسید
پتاسیم پراکسید ترکیبی معدنی با فرمول شیمیایی K2O2 است.